# Lista de desertos
Esta é a Lista de desertos que existem nos seis continentes do mundo.

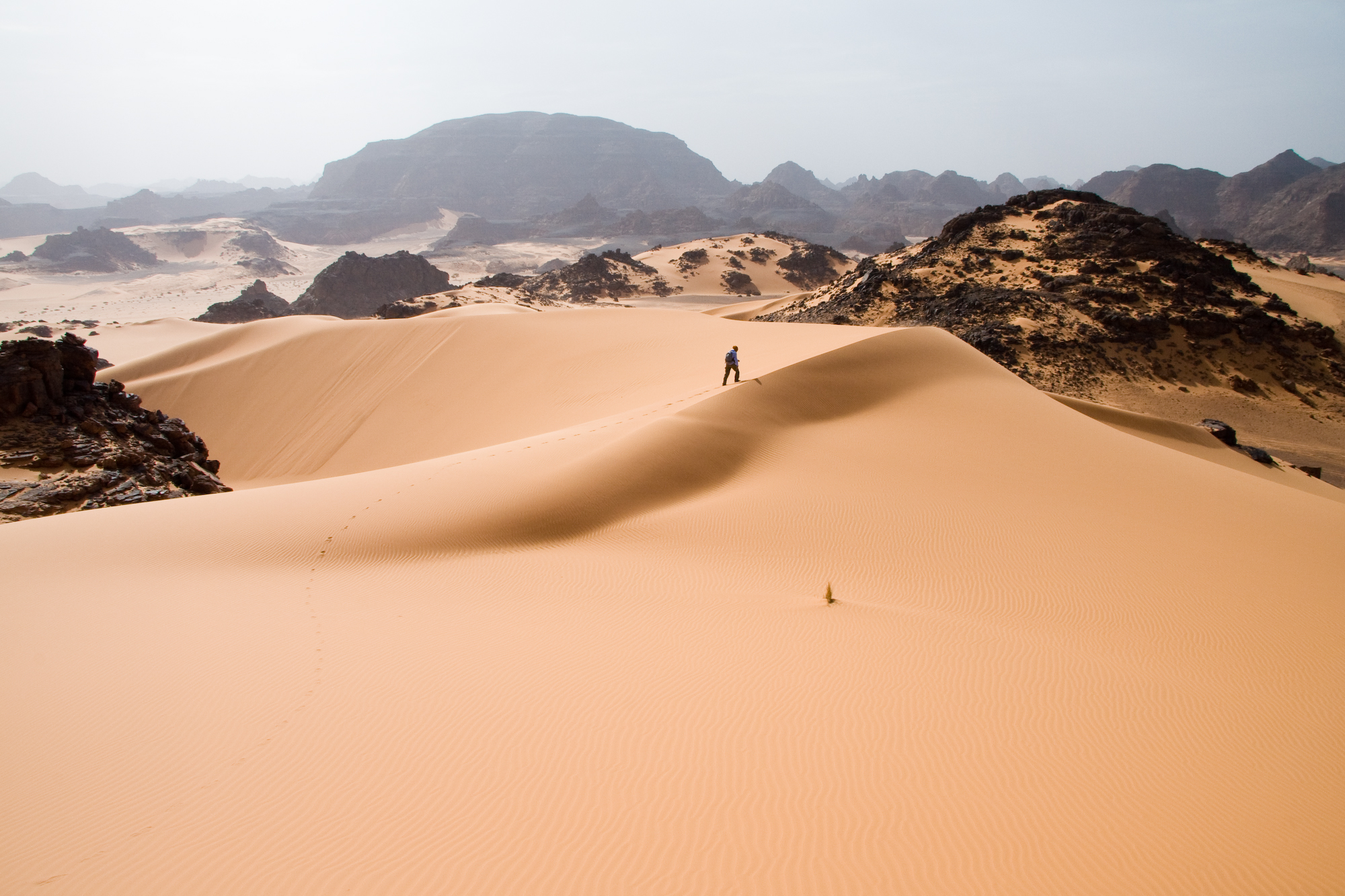
Deserto do Saara na Líbia

## Regiões

### África
- Deserto da Argélia — parte do Saara, localizado na Argélia
- Deserto da Arábia — partes do leste do Egito até o Iraque
- Deserto Azul — Egito
- Deserto do Calaári — Botsuana e partes da Namíbia e África do Sul[1]
- Carru — semi-deserto na África do Sul
- Deserto da Líbia — parte do Saara, localizado na Líbia
- Deserto da Namíbia — Namíbia e Angola[2]
- Deserto da Núbia — Sudão
- Deserto de Owami — Nigéria
- Deserto do Saara — Norte da África, maior deserto quente do mundo
- Deserto do Sinai — Península do Sinai, Egito
- Deserto Azul
- Deserto Branco — Egito
- Deserto de Moçâmedes — Angola[2]
- Deserto do Caoco — Angola e Namíbia[2]

### Antartida
- Deserto Antártico — interior do continente antártico, maior deserto do mundo

### Ártico
- Deserto Ártico — tundra
- Rússia Ártica — faixa de tundra no extremo norte russo

### Ásia
- Deserto de Badain Jaran — China
- Betpak-Dala — Cazaquistão
- Deserto de Cholistão — deserto entre a Índia e o Paquistão
- Deserto de Cavir — Irã
- Deserto de Lute — Irã
- Deserto de Gobi — Mongólia e China
- Deserto do Vale do Indo — Paquistão
- Deserto de Caracum — deserto da Ásia Central
- Deserto de Kharan — Paquistão
- Deserto de Quizilcum — Cazaquistão e Uzbequistão[3]
- Deserto de Lop — China
- Deserto de Ordos — deserto no norte da China
- Rub' al-Khali — Arábia Saudita
- Deserto de Taclamacã — China
- Deserto de Thal — Paquistão
- Deserto de Thar — deserto entre a Índia e o Paquistão

### Oceania
- Deserto Central — Centro da Austrália
- Deserto de Gibson — Deserto do Centro da Austrália
- Grande Deserto Arenoso — Deserto do Norte da Austrália
- Deserto Pintado
- Pequeno Deserto Arenoso
- Deserto de Rangipo
- Deserto de Simpson
- Deserto de Strzelecki
- Deserto de Tanami
- Deserto Rochoso de Sturt
- Deserto de Pedirka

### Europa
- Deserto de Accona — semi-deserto na parte sul da Itália
- Bardenas Reales — Espanha
- Deserto de Błędów — Polônia
- Deliblatska Peščara — Voivodina,Sérvia
- Terras Altas da Islândia — não é um deserto pelo clima, mas como a precipitação penetra muito rápido no solo vulcânico, não há capacidade de plantar no solo, e com isso, improdutividade
- Deserto de Monegros — Espanha
- Areias Oleshky — Ucrânia
- Oltenia — Romênia
- Deserto de Tabernas — Almería,Espanha
- Istmo da Curlândia — Lituânia e Rússia

### Oriente Médio
- Deserto da Arábia — um vasto sistemas de desertos localizados na Península Arábica, incluindo vários desertos, dentre eles o Deserto de Dana, Rubalcali, Deserto de Nefud e outros
- Deserto de Cavir — Irã
- Deserto de Lute — Irã
- Deserto Judeu — Israel
- Deserto de Maranjab — Irão
- Deserto de Negueve — Israel
- Ramlatal Sabataim
- Areias de Wahiba — Omã

### América do Norte
- Channeled Scabland — Estados Unidos
- Deserto de Chihuahuan — México
- Deserto do Colorado — Estados Unidos
- Deserto de Mojave — sudeste da Califórnia e no sul de Nevada, Estados Unidos
- Deserto de Sonora — Estados Unidos e México
- Deserto do Grande Lago Salgado — Utá, Estados Unidos
- Deserto Pintado — Arizona, Estados Unidos
- Deserto de Amargosa — oeste de Nevada, Estados Unidos
- Deserto de Escalante — Utá, Estados Unidos
- Deserto de Black Rock — Estados Unidos
- Deserto de Smoke Creek — Estados Unidos
- Deserto de Maine — Maine, Estados Unidos
- Deserto de Carcross — Iucão, Canadá
- Deserto de Alvord — sudeste do Oregão, Estados Unidos
- Deserto Vermelho — Viomingue, Estados Unidos
- Deserto de Sevier — Estados Unidos
- Deserto de Lechuguilla — Arizona, Estados Unidos
- Deserto de Yp — Idaho e Nevada, Estados Unidos
- Deserto de Yuha — Califónia, Estados Unidos
- Deserto de Yuma — Califónia, Estados Unidos
- Planalto do Colorado — Meio-Oeste dos Estados Unidos
- Deserto do Colorado — Califónia, Estados Unidos
- Deserto Fantasma — Califónia, Estados Unidos

### América do Sul
- Deserto do Atacama — Chile e Peru, região mais seca da Terra
- Deserto de La Guajira — Colômbia/Venezuela
- Deserto de Monte — Argentina
- Deserto da Patagônia — Argentina e Chile
- Deserto de Sechura — Peru